# Remigia mayeri
Remigia mayeri är en fjärilsart som beskrevs av Jean Baptiste Boisduval 1834. Remigia mayeri ingår i släktet Remigia och familjen nattflyn. Inga underarter finns listade.